# Nudaurelia perscitus
Nudaurelia perscitus is een vlinder uit de familie nachtpauwogen (Saturniidae), onderfamilie Saturniinae.
De wetenschappelijke naam van de soort is voor het eerst geldig gepubliceerd door Darge in 1992.
De soort komt voor in het Afrotropisch gebied.

## Synoniem
- Gonimbrasia perscitus (Darge, 1992)